# Tiếng Achawa
Achagua hay Achawa (tiếng Achawa: Achawa), là một ngôn ngữ Arawak được sử dụng ở tỉnh Meta của Colombia, tương tự như tiếng Piapoco. Người ta ước tính rằng 250 người nói ngôn ngữ này, nhiều người trong số họ cũng nói tiếng Piapoco hoặc tiếng Tây Ban Nha.
"Achagua là một ngôn ngữ truyền thống của nhóm Maipurean Arawakan được sử dụng bởi người Achagua ở Venezuela và đông-trung Colombia".